# Basilianus tuberculus
Basilianus tuberculus es una especie de coleóptero de la familia Passalidae.

## Distribución geográfica
Habita en la Península de Malaca (Asia).